# Fiat 160 Argentina
Le Fiat 160 est un camion polyvalent mi-lourd, porteur, fabriqué par la filiale Fiat V.I. Argentina du constructeur italien IVECO de 1984 à 1986. Ce véhicule remplace le Fiat 673 construit localement.

## Histoire
À la fin de l'année 1979, le marché automobile argentin connaît un profond changement avec l'ouverture totale des frontières aux produits d'importation. Comme toujours en pareille circonstance, les productions nationales étaient en fort décalage avec les unités importées. Tout marché protégé n'étant pas soumis à la concurrence, n'évolue que très lentement.
Alors que le secteur des poids lourds était traditionnellement assez imperméable à cette situation, certaines marques comme Fiat, présentes en Argentine depuis 1969, décident d'importer quelques unités afin de tester les transporteurs argentins habitués aux produits Mercedes très anciens avec cabine à capot.
Ainsi naît le Fiat 160, équivalent du Fiat-Iveco 160 NC en Europe, lancé en 1983 et remplaçant le Fiat 673, lancé en 1974 qui disposait de 165 chevaux. Le camion a été conçu structurellement comme un dérivé du Fiat 619 réputé pour sa robustesse et fiabilité. La cabine est de type H, la nouvelle génération de cabines unifiées basculantes du groupe. Ce véhicule correspond à la demande locale d'un camion semi-lourd de 200 chevaux, venant mettre à la retraite le Mercedes Benz L-1521 de 190 chevaux avec sa cabine à capot remontant à plus de 25 ans et dont la production totale s'est élevée à 1 334 unités.
Malgré un début prometteur, le Fiat 160 ne connaît pas le succès à cause de la crise économique qui paralyse le pays en 1985 et à l'insuffisance de la demande lors de la reprise économique trop lente. 60 unités seulement sont construites dans l'usine de la Ferreyra, à Codoba.
Le Fiat 160 est le dernier véhicule à arborer la marque FIAT ; il est remplacé, en 1986, par le Fiat-Iveco 150 Turbo 18 tonnes qui inaugure le logo IVECO sur la calandre.

### Série mi-lourde 160
| Modèle                         | Années de production | Type moteur                   | Cylindrée cm³ | Puissance ch DIN | PTC en tonnes |
| ------------------------------ | -------------------- | ----------------------------- | ------------- | ---------------- | ------------- |
| IVECO 159 F20 Europe           | 1981 - 1983          | Fiat 8220-02                  | 9.572         | 201              | 16,0 - 32     |
| IVECO 160 Europe               | 1983 - 1990          | Fiat 8220-22                  | 9.572         | 240              | 18,0 - 30,0   |
| Fiat 160 Argentina             | 1984 - 1986          | Fiat 8280-22                  | 10.308        | 210              | 16,0          |
| Fiat-Iveco 150 Turbo Argentina | 1986 - 1996          | Fiat 8060.25.A.595            | 5.861         | 210              | 18,0 - 40,0   |
| IVECO Eurocargo Monde          | 1990 - 2010          | Fiat 8060.45B / FPT F4AE0681D | 5.861 / 5.880 | 210 / 250        | 16,0 / 40,0   |
| IVECO Tector Amérique du Sud   | 2010 - 20xx          | FPT F4AEE681F                 | 5.880         | 250              | 18,0 / 40,0   |